# 天津排放权交易所
天津排放权交易所，简天排所，成立于2008年9月25日，位于天津市滨海新区，是中国第一家综合性排放权交易所。天津排放权交易所是按照国务院批复《关于天津滨海新区综合配套改革试验总体方案的批复》的要求设立的全国首家综合性环境权益交易机构，是一个利用市场化手段和金融创新方式促进节能减排的国际化交易平台，由中国石油天然气集团公司和天津产权交易中心共同出资设立。2018年，蚂蚁集团全资子公司上海云鑫创业投资有限公司入股，与中石油成为并列第一大股东，天排所成功实施了混合所有制改革。

## 发展历程
2008年3月13日，国务院下发《关于天津滨海新区综合配套改革试验总体方案的批复》，要求“在天津滨海新区建立清洁发展机制和排放权交易市场”。9月25日，国家财政部和环境保护部联合下发《关于同意天津市开展排放权交易综合试点的复函》，原则同意在天津市开展二氧化硫和化学需氧量等主要污染物排放权交易综合试点。12月23日，天津排放权交易所完成了中国首笔基于互联网的二氧化硫排放权交易。
2009年9月，中国人民银行金融研究所与中油资产管理有限公司、芝加哥气候交易所签订合作备忘录，共同成立中美低碳金融发展研究中心，指定天津排放权交易所作为中国人民银行低碳金融实验平台。10月29日，国家发改委出台的《天津滨海新区综合配套改革试验金融创新专项方案》，要求搞好排放权交易综合试点。11月17日，天津排放权交易所完成中国首笔基于规范碳足迹盘查的碳中和交易。
2011年6月，天津市发改委制定了《关于天津排放权交易市场发展的总体方案》，方案确定天津排放权交易所由国家有关部门和天津市人民政府的领导和管理，方案要求天津排放权交易所建立健全排放权交易市场体系，行使产品交易、登记结算和市场自律等职能；建成依法运营、功能健全的排放权交易市场。同时，按照监管部门授权，天津排放权交易所代行排放权交易市场管理职能。
2013年12月，国家发改委批复同意天津排放权交易所有限公司为自愿减排交易机构的备案。

## 外部連結
- 天津排放权交易所